# Anton Domenico Gabbiani
Anton Domenico Gabbiani (Firenze, 1652. február 13. – 1726. november 22.) itáliai festő a késő barokk korszakában, aki főként Toszkánában alkotott.
A firenzei akadémián a 17. és a 18. században az egyik legismertebb festőművész volt, munkáját a Mediciek is nagyra értékelték. Tanítványai közül a firenzei Benedetto Luti megemlítendő.

## Élete
Gabbiani Justus Sustermansnál tanult, majd Vincenzo Dandini stúdiójában dolgozott. 1673 ban Rómába költözött, ahol a firenzei művészek akadémiáján Ciro Ferri és Ercole Ferrata keze alatt, majd Velencében, Sebastiano Bombelli vezetésével tanult.
1680-ban visszatért Firenzébe, és a Medici-udvar portréin, valamint toszkán házak és paloták különböző freskóin dolgozott, majd rövid velencei tartózkodás után, a 18. század elejétől kezdve fokozta tevékenységét, főleg vallási témáknak szentelve magát.
Utolsó alkotása Az istenek lakomája, amelyet a firenzei Incontri-palota termének mennyezetére festett, a Via dei Puccin. E munka során egy állványról lezuhanva lelte halálát.
Sírja és epitáfuma a Piazza San Felice templomában található, a jobb oldali homlokzaton, egy kőhajításnyira a Palazzo Pittitől.

## Művei

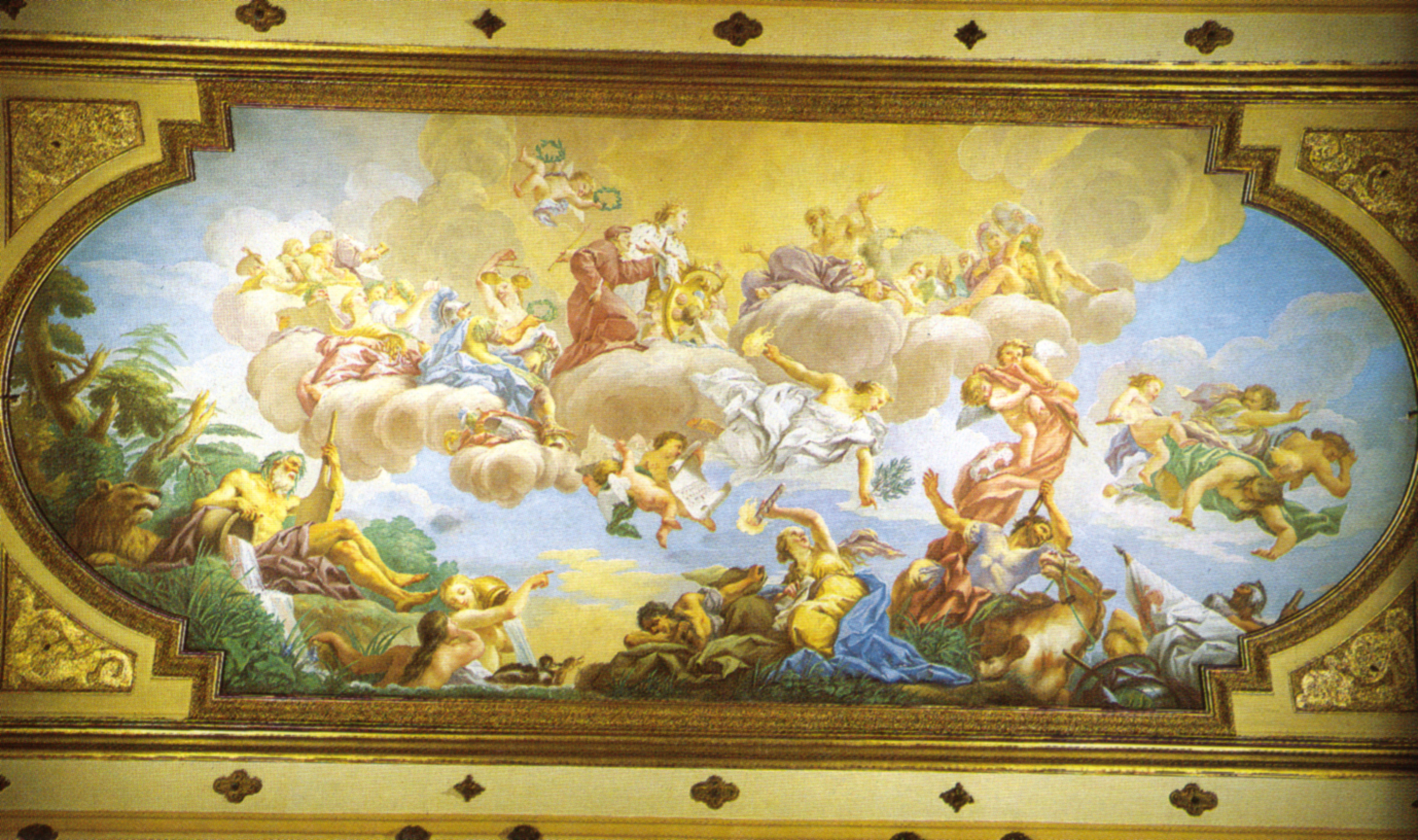
Idősebb Cosimo békítő munkája, Poggio a Caiano Medici-villájában

Munkái a korabeli legfontosabb firenzei díszciklusokban találhatók, például a San Firenze-komplexumban, a cestellói San Frediano-templomban, a Poggio a Caianó-i Medici-villájában, ahol egy nagy freskót készített az első emeleti terem mennyezetén. .
- Ferdinando de 'Medici zenészeivel körülvéve (1685), Palazzo Pitti
- Idősebb Cosimo apoteózisa (1698), Medici Villa Poggio a Caianóban
- A Casa Corsini dicsőítése (1696), Palazzo Corsini al Parione, Firenze
- A Madonna megjelenik San Nicola és San Galgano előtt (1697 k.), Chiusdino, San Galgano polgári és egyházmegyei szent művészeti múzeuma
- Ganymede megerőszakolása (1700), Uffizi Képtár, Firenze
- Erminia a pásztorok között (1702)
- Pihenés Egyiptomba menet (1704)
- Előadás a templomban (1716), Pistoia Polgári Múzeum
- Önarckép, Uffizi, Firenze
- Szent József mennybemenetele (1723), Galleria dell’Accademia, Firenze
- A Szűzanya jelenése San Filippóban (1724), Palazzo di San Firenze

## Bibliográfia
- Alessandro Serafini: GABBIANI, Anton Domenico, Dizionario biografico degli italiani, vol. LI, Istituto dell'Enciclopedia Italiana, Róma, 1998 (olaszul)
- Ernst Gombrich: Dizionario della Pittura e dei Pittori, Einaudi Editore  (1997) (olaszul)
- Ignazio Enrico Hugford: Notizie della Vita di Anton Domenico Gabbani, Pittore Eccellentissimo, Firenze, 1772 (olaszul)

## Fordítás
- Ez a szócikk részben vagy egészben  az   Anton Domenico Gabbiani című olasz Wikipédia-szócikk ezen változatának fordításán alapul.  Az eredeti cikk szerkesztőit annak laptörténete sorolja fel. Ez a jelzés csupán a megfogalmazás eredetét és a szerzői jogokat jelzi, nem szolgál a cikkben szereplő információk forrásmegjelöléseként.